# Еманципация
Еманципацията е освобождаване от състояние на зависимост, от предразсъдъци и ограничения и се използва в различни контексти (исторически, политически, икономически, социални, научни).

## По отношение на робството
Аболиционизъм: политическо движение, което се стреми към премахване на робството и търговията на роби.

## Исторически
Католическа еманципация: увеличаването на римокатолическите граждански права в Британия и Ирландия.
Еврейска еманципация – при която на евреи се дават граждански права във Франция през 1791 г. и в останалата част на Европа през XIX век.
Еманципистка реформа от 1861 г. в Русия: ликвидация на личната зависимост на руските селяни от Александър II в Русия.
Прокламация на еманципация (Emancipation Proclamation): декларация от президента на Съединените щати Ейбрахам Линкълн, обявяваща, че всички роби на Конфедерацията са свободни.
Еманципиране е термин преди използван за транспортираните, обвиняеми в Австралийските наказателни колонии, на които е дадена условно или абсолютно помилване.

## В политиката
Виж Политическа еманципация.
Сред други Карл Маркс дискутира политическата еманципация в своето есе от 1844 г. „Върху еврейския въпрос“, макар чест в допълнение на (или в контраст на) термина човешка еманципация. Възгледът на Маркс върху политическата еманципация в тази работа е сумаризиран от него, като изискващ „равен статус на индивидуалните граждани по отношение на държавата, равенство пред закона, независимо от религия, собственост и други „частни „характеристики на индивидите“.
Еманципация на жените – включително движение за права на политически глас.

## Виж още
- Самоопределяне
- Революция
- Освобождение